# 汪曰楨
汪曰桢（1813年—1881年），字仲雍，一字刚木，号谢城，又号薪甫，浙江乌程（今湖州）人。清代歷史学家。
嘉慶十八年（1813年）出生。咸豐二年（1852年）舉人。官會稽教諭。官俸收入，一半供刻书费用。精於历史、地理，曾修撰《乌程县志》、《南浔镇志》等志书。又長於算學、音韻學。與李善蘭友善，常通信討論。光绪七年（1881年）冬，卒。著有《歷代長術輯要》、《四聲切韻表補正》、《如積引蒙》、《玉鑒堂詩存》、《櫟寄詩存》等。